# Lîsînți, Starokosteantîniv
Lîsînți (în ucraineană Лисинці) este un sat în comuna Berezne din raionul Starokosteantîniv, regiunea Hmelnîțkîi, Ucraina.

## Demografie
Componența lingvistică a localității Lîsînți
     Ucraineană (99,51%)
     Alte limbi (0,49%)
Conform recensământului din 2001, majoritatea populației localității Lîsînți era vorbitoare de ucraineană (99,51%), existând în minoritate și vorbitori de alte limbi.